# Lorena Kloosterboer
Lorena Kloosterboer (* 1962 in Alkmaar Niederlande) ist eine niederländisch-argentinische Künstlerin, die Bilder im fotorealistischen und Trompe-l’œil-Stil malt. Kloosterboer ist bekannt für ihre hyperrealistischen Stillleben, in denen sie Objekte wie beispielsweise bunte Bonbons, Murmeln, Muscheln, Besteck, Glas und Keramik malt. Ihre Bilder wurden weltweit ausgestellt und ausgezeichnet. Als Bildhauerin ist Kloosterboer ebenso für eine Reihe von Bronzeskulpturen bekannt, die in Wassenaar permanent ausgestellt werden. Neben der Tätigkeit als Malerin und Bildhauerin hat Kloosterboer bereits mehrere Bücher über Maltechniken veröffentlicht, die in verschiedene Sprachen übersetzt worden sind.

## Karriere
Kloosterboer studierte Kunst am Instituto de Bellas Artes Beats Angelico in Buenos Aires, Argentinien. Im Anschluss besuchte sie für mehrere Jahre die Scottsdale Artist School in Scottsdale, Arizona. Eine sich entwickelnde Reihe von Gemälden mit der Bezeichnung Tempus ad Requiem porträtieren mit Realismus die kontrastierenden Texturen und Oberflächen der vom Menschen verursachte Porzellanobjekte und Lebewesen und sollen Momente der Ruhe und Freude im Alltag symbolisieren beziehungsweise helfen diese zu finden. Kloosterboers Gemälde wurden in vielen Galerien und Museen in Argentinien, Belgien, Kanada, Dänemark, Estland, Frankreich, Deutschland, Japan, den Niederlanden, dem Vereinigten Königreich und den Vereinigten Staaten ausgestellt.

## Skulpturen
Im Jahr 1991 stellte Kloosterboer ihre erste Bronzeskulptur vor, die sie auf den Namen De Nar taufte, was übersetzt „ein Narr“ bedeutet. Die Skulptur wurde anlässlich des 25-jährigen Bestehens einer Karnevalsgruppe in den Niederlanden, De Deylknotsen, in Auftrag gegeben und kann noch heute im Kulturzentrum von Wassenaar betrachtet werden. In den darauffolgenden Jahren erstellte Kloosterboer im Auftrag eine Serie von vier Bronzeskulpturen, im Volksmund De Boomstronken (deutsch „die Baumstümpfe“) genannt, die ebenso in Wassenaar ausgestellt werden. Diese Skulpturen sollen das Grundkonzept des Baumes als Lebensraum für eine Vielzahl der Einwohner darstellen. Das obere Ende jeder dieser Stämme entwickelt sich zu einer Säule, die diese Botschaft transportieren soll. Farbabbildungen dieser Stücke und ihre Standorte sind in dem Buch Beeldend Wassenaar gezeigt.

## Bücher
- 2015: De complete gids voor acrylverf[12]
- 2014: Painting in Acrylics: The Indispensable Guide. ISBN 1-77085-408-8
- 2014: Complete Guide to Painting in Acrylics. ISBN 1-78221-187-X

## Mitgliedschaften
- Gründungsgründungsmitglied des Internationalen Guild of Realismus (IGOR)[13]
- Vollmitglied der Catharine Lorillard Wolfe Art Club in New York (CLWAC)[14]
- Signatur-Mitglied und Mitglied at Large von der International Society of Acryl Maler (ISAP)[15]
- Mitglied des Nationalen Acryl Maler 'Association (NAPA) des Vereinigten Königreichs.[16]

## Ausstellungen
Kloosterboers Bilder wurden in vielen Ländern, darunter Argentinien, Belgien, Kanada, Dänemark, Estland, Frankreich, Deutschland, Japan, den Niederlanden, dem Vereinigten Königreich und den Vereinigten Staaten ausgestellt. Einige neuere Exponate, darunter ihre Bilder sind:
- 2015 – IGOR Exhibition – The Tenth Annual International Juried Exhibition International Realismus Guild, am Prinzip Galerie in Alexandria, Virginia, USA[17]
- 2015 – Richeson75 Internationale Stillleben und Blumen Online-Ausstellung[18]
- 2015 – Der RW Norton Art Gallery, Shreveport, Louisiana (19. Mai – 26. Juli) -. Meisterwerke aus der internationalen Guild Of Realismus, Museum Rundgang Produziert von David J. Wagner, LLC[19]
- 2014 – Zweiter Jahres Juried Trompe l’Oeil Ausstellung, (27. September – 31. Dezember, 2014) an der John F. Peto Studio Museum, Island Heights, NJ[20]
- 2014 – Trompe l’Oeil Ausstellung, bei Reynolds Kunst, in New Haven, Connecticut, USA (20. März – 30. APRIL)[21]
- 2013 – Atelier Tierausstellung, an der CODA Museum in Apeldoorn, Niederlande
- 2010 – J. Willot Gallery, Palm Desert, CA[22]
- 2008 – Tempe Center for the Arts, Tempe, AZ[23]
- 2008 – Catharine Lorillard Wolfe Art Club, 112th Jahresausstellung, New York, NY[24]
- 2007 – Galerie Fraga, Bainbridge Island, WA[25]

## Auszeichnungen
Unten ist eine unvollständige Liste der vom Künstler mit Preisen ausgezeichnet.
- 2012 – Zweiter Platz für Tempus Anzeige Requiem in der internationalen Künstler-Zeitschrift Herausforderung # 72 'Lieblingsfächer "Wettbewerb[26]
- 2012 – Atelier Award 2012, Erster Platz für Tempus Anzeige Requiem in der CODA Museum in Apeldoorn, Niederlande
- 2012 – Finalist mit Tempus Anzeige Requiem in den Richeson 75 International Online Tiere, Vögel & Wildlife-Wettbewerb[27]
- 2011 – Jack Richeson & Co Materialien Award für Sapientia zu den 4-jährlichen ISAP Online Signatur Mitglieder zeigen[28]
- 2011 – Ampersand Materials Award für Bon Voyage in der 14. ordentlichen ISAP International Open Ausstellung in der Santa Cruz Art League-Galerie, in Santa Cruz, Kalifornien, USA.[29]
- 2009 – Creative-Achievement Award für Tafel Nr. 1 – Manet (zusammen mit Larry Charles) auf der vierten Jahres Juried Ausstellung des Internationalen Guild of Realismus, an der Weather Gallery, in Naples, Florida, USA[30]
- 2008 – Best of 2008 in der Kategorie Stillleben, doppelt so viel, Katzenaugen Marbles und Alternative Anthologie in der internationalen Best of 2008 Wettbewerb der Marziart Internationale Galerie, Hamburg, Deutschland[31]
- 2006 – Merit Award von Know-how für die Freiheit auf der 9. Annual International ISAP Ausstellung, an der Cornell Museum für Kunst und Geschichte in Delray, Florida, USA[32]
- 2006 – Kreative Achievement Award doppelt so viel auf dem 2nd Annual Juried Ausstellung des Internationalen Guild of Realismus, bei Manitou Galerien, Santa Fe, New Mexico, USA[33]
- 2005 – Master-Maler der Welt, US-Showcase, ehrt Sonntag am besten in der Juni / Juli-Ausgabe 2005 von International Artist Magazine[34]